# Dunaújvárosért díj
A Dunaújvárosért díj Dunaújváros Megyei Jogú Város Közgyűlése által 1991-ben alapított díj. A „DUNAÚJVÁROSÉRT DÍJ” alapításáról és adományozásának rendéről szóló 24/1991. (XI.30.) önkormányzati rendelet módosításait egységes szerkezetbe foglalta a 29/2012. (V.18.) önkormányzati rendelet.

## Az adományozás főbb feltételei
A díj azon magyar és nem magyar természetes személyeknek és közösségeknek adományozható, akik Dunaújvárosban, vagy Dunaújvárosért maradandót alkottak, vagy tettek.
A díjat egy évben legfeljebb három személynek és közösségnek lehet odaítélni. Ennél több díj adományozására a közgyűlés külön döntése alapján kerülhet sor.
A díj elhunyt személynek posztumusz díjként is adományozható.
A díjat az október 23-i ünnepi közgyűlésen a polgármester adja át.
A díj az adományozást tanúsító adománylevélből és a díjat képező sorszámmal, a díjazott nevével és az adományozás évszámával ellátott ezüst éremből és bizonyos összegű pénzjutalomból áll.

## Az érem leírása
A Palotás József szobrászművész által elkészített ezüstből vert érem kör alakú, 42 mm átmérőjű, amely baloldalt félkörívben elhelyezett „DUNAÚJVÁROSÉRT” feliratot és egy múltból a jövőbe szivárványként ívelő sávokra elhelyezett városcímert tartalmaz.